# Mátyás Rákosi
Mátyás Rosenfeld Rákosi nasqué el 14 de març de 1892 a Ada a l'Imperi Austrohongarès (avui dia a Voivodina Sèrbia) i va morir el 5 de febrer de 1971 a la ciutat soviètica de Nijni Nóvgorod, la qual entre 1932 i 1990 s'anomenava oficialment Gorki. Fou un polític comunista que, entre 1945 i 1956, dirigí la República Popular d'Hongria; se'l recorda com un dels estalinistes més rígids i dogmàtics.

## Anys de formació
Durant la Primera Guerra Mundial, Rákosi va servir com soldat dins de l'exèrcit austrohongarès al front de l'Est fins que fou capturat pels russos. Quan va poder tornar a Hongria, va participar en la revolució comunista de Béla Kun, després del fracàs de la qual va fugir a la Unió Soviètica; va tornar al seu país el 1924, però fou empresonat i no aconseguí la llibertat fins al 1940 quan fou bescanviat amb els soviètics a canvi que aquests restituïssin les banderes revolucionàries hongareses que les tropes russes havien capturat a la Rendició de Világos el 1849. A la Unió Soviètica, Rákosi va esdevenir dirigent de la Komintern. El 1945, els soviètics l'enviaren a Hongria perquè hi reorganitzés el partit comunista.

## Dictador d'Hongria

### Exercici del poder
Quan el comunisme va imposar-se a Hongria, Rákosi fou nomenat secretari general del Partit Comunista Hongarès. El 1948, els comunistes obligaren els socialdemòcrates a fusionar-se amb ells en el Partit Obrer Hongarès; a partir d'aleshores, Rákosi va abandonar qualsevol façana democràtica i establí clarament un règim comunista, aplicant allò que ell denominava la tàctica de la salsitxa, és a dir, anar eliminant progressivament els enemics polítics.
Rákosi, dit l'assassí calb pels seus detractors, es definia a ell mateix com el millor deixeble hongarés de Stalin i el millor alumne de Stalin, fins al punt que, a vegades, se l'ha considerat més estalinista que Stalin mateix; sota el seu govern, Hongria patí una de les pitjors dictadures d'Europa en què uns tres-cents cinquanta mil funcionaris i intel·lectuals foren purgats entre 1948 i 1956; a més, també va fer perseguir i executar enemics reals o imaginaris aplicant els mateixos mètodes que Stalin havia fet servir en els Processos de Moscou, tal com va fer amb László Rajk, ministre de l'Interior (1946-1948), càrrec des del qual organitzà la policia política del règim, i ministre d'afers estrangers (1948-1949), a qui, mitjançant un judici farsa, on l'acusà d'espia de Tito i d'agent infiltrat de l'imperialisme occidental desitjós de restaurar el capitalisme a Hongria, condemnà a mort i feu afusellar.
El 1952, Rákosi, objecte d'un intens culte a la personalitat, ocupà també el càrrec de primer ministre. Tanmateix, el 13 de juny de 1953, tres mesos després de la mort de Stalin, per tal de fer contents els nous dirigents soviètics, va deixar el càrrec de primer ministre, que passà a Imre Nagy, tot i conservar el de secretari general del partit, des del qual va llençar continus atacs contra Nagy, el qual acabà sent condemnat el 9 de març de 1955 per desviacions dretanes i acusat de ser el responsable de la mala situació econòmica del país; finalment, el 18 d'abril s'esdevingué la destitució de Nagy aprovada pel vot unànime de l'Assemblea Nacional; així doncs, Rákosi esdevingué de nou el màxim dirigent d'Hongria.

### Política econòmica
Després d'acabada la guerra, Hongria va acceptar pagar reparacions, valorades en uns 300 milions de dòlars, a la Unió Soviètica, Txecoslovàquia i Iugoslàvia i de mantenir les guarnicions soviètiques. El 1946, el Banc Nacional d'Hongria va avaluar el cost d'aquestes reparacions en un índex situat entre el 19 i el 22% de l'ingrés nacional anual. Per altra banda, la participació en el Consell d'Assistència Econòmica Mútua patrociat per l'URSS va impedir a Hongria comerciar amb els països occidentals i beneficiar-se del Pla Marshall. A més, l'inici de la recuperació econòmica de la postguerra va estroncar-se del tot arran del govern de Rákosi; el 1946, la davaluació de la moneda va dur als índexs més alts d'hiperinflació que puguin recordar-se. Cap a 1952, els ingressos reals només representaven dos terços dels de 1938, mentre que el 1949 havien arribat a representar el 90%.
Vers 1953, els nivells de la producció manufacturera hongaresa havien caigut fins a un terç dels d'abans de la guerra. Per altra banda, el govern havia emprat la coerció -i la brutalitat- per col·lectivitzar l'agricultura, com també va usar els beneficis de les explotacions agrícoles per finançar la indústria pesant, a la qual es destinà el 90% de la inversió estatal. En un primer moment, el règim comunista va voler dedicar-se a produir el mateix tipus de material que Hongria havia produït abans de la guerra, incloent-hi màquines i vagons de tren, malgrat no disposar de recursos, i deixant així de banda millors oportunitats en altres sectors; amb el desenvolupament de la indústria pesant, es pretenia fomentar el creixement econòmic en el futur i produir exportacions per pagar les importacions.
El govern de Rákosi també va establir controls de salaris i preus, basats en un sistema de preus per al productor i un altre per al consumidor, que el govern controlava per separat. Vers 1950, les autoritats usaven aquests controls per limitar la demanda interna i retallar costos laborals triplicant els preus del consumidor i retallant salaris. El descontentament popular va créixer a mesura que l'economia s'anava ressentint de manca de materials, dificultats per a l'exportació i creixement del deute extern.

### La qüestió dels jueus
Nascut dins d'una família jueva, Mátyás Rákosi va renegar de la religió i del judaisme actuant així d'acord amb la seva ideologia comunista atea; per això, durant el seu govern, l'observança de la religió i el sionisme foren prohibits; per altra banda, el 1953, s'adherí a la campanya antisemita de Stalin i va començar a preparar una purga de jueus, que no es va dur a terme arran de la mort de Stalin; tanmateix, va començar la depuració de jueus del partit, que va completar-se durant el govern de János Kádár.

## Caiguda
El 25 de febrer de 1956, durant el XX Congrés del PCUS, Nikita Khrusxov pronuncià el Discurs Secret, oficialment «Sobre el culte a la personalitat i les seves conseqüències», on denuncià els crims de Stalin, amb la qual cosa, el PCUS trencava amb l'estalinisme en nom del retorn al leninisme inicial. Per això, sota pressió soviètica, el juny de 1956, Rákosi deixà el càrrec de secretari general del partit que passà a Ernő Gerő. Per tal d'eliminar-lo de l'escena política hongaresa, Rákosi fou enviat a l'URSS, oficialment per rebre-hi tractament mèdic, i va passar-se la resta de la seva vida al Kirguizstan. Poc abans de la seva mort, se li va oferir la possibilitat de tornar a Hongria amb la condició de prometre no dedicar-s'hi a activitats polítiques; Rákosi va rebutjar el tracte i va quedar-se a l'URSS fins que va morir a Gorky el 1971. Després de la seva mort, el seu cos fou retornat a Hongria i enterrat a Budapest.